# Âm thoa

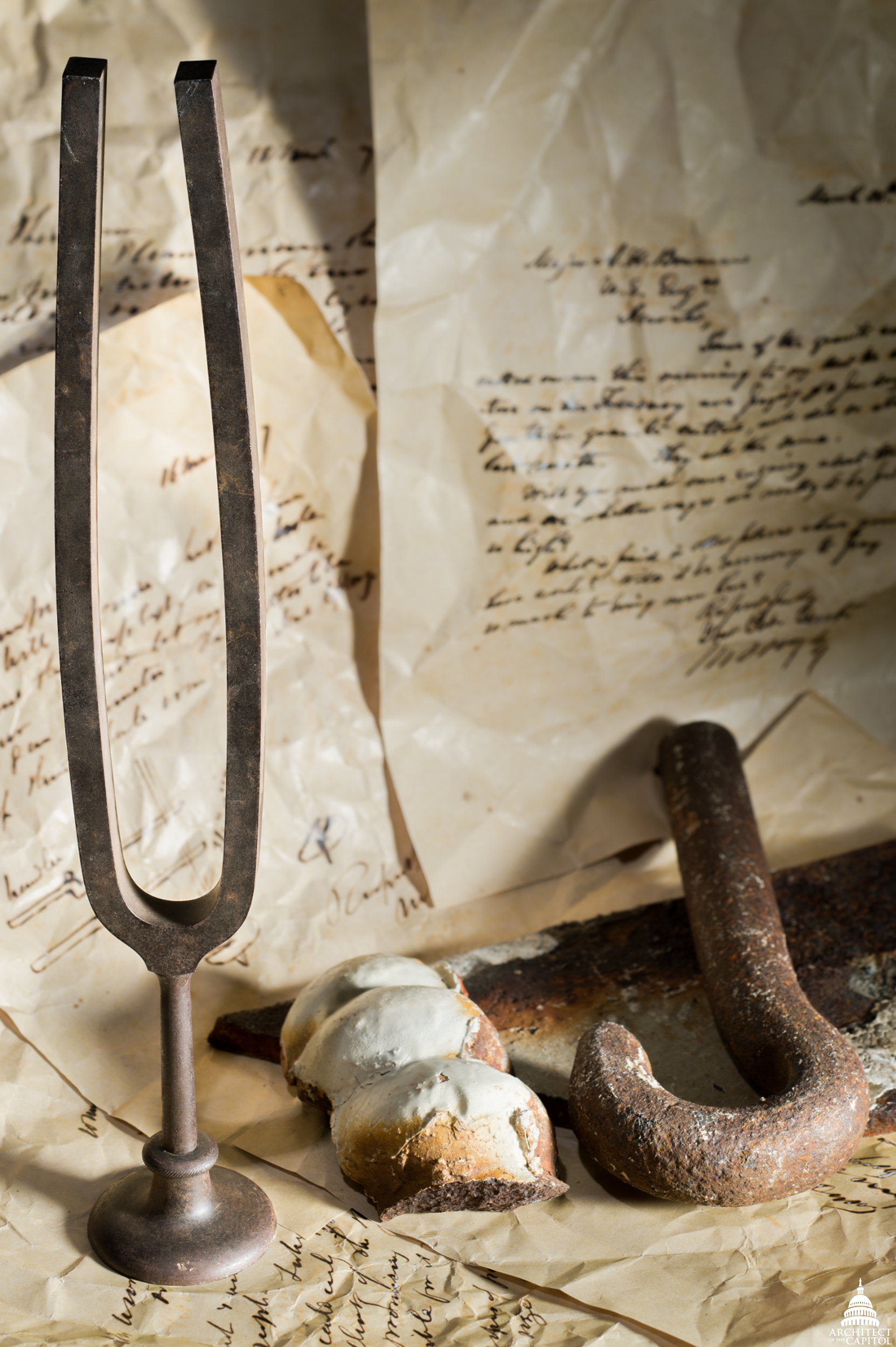
Một dụng cụ cây âm thoa hình chữ U

Âm thoa (Tuning fork/Diapason) là một âm thanh cộng hưởng được hình thành từ một thanh âm thoa hình chữ U bằng kim loại đàn hồi (thường là thép). Nó cộng hưởng ở một hằng số cao độ nhất định khi được thiết lập nhịp rung bằng cách đập/gõ nó vào một bề mặt hoặc với một vật thể và phát ra một giai điệu âm nhạc thuần khiết khi âm bội cao mờ dần. Cao độ của âm thoa phụ thuộc vào chiều dài và khối lượng của hai ngạnh. Chúng là nguồn cao độ tiêu chuẩn truyền thống cho các nhạc cụ điều chỉnh. Âm thoa được nhạc sĩ người Anh John Shore phát minh vào năm 1711.

## Đại cương
Âm thoa là một bộ cộng hưởng âm thanh có hình nĩa được sử dụng trong nhiều ứng dụng để tạo ra một âm cố định. Lý do chính cho việc sử dụng hình dạng nĩa là vì, không giống như nhiều loại bộ cộng hưởng khác, nó tạo ra âm thanh thuần khiết, với hầu hết năng lượng rung động ở tần số cơ bản. Lý do cho điều này là tần số của âm bội đầu tiên là khoảng 52/22 = 25/4 = 6+1⁄4 lần giá trị cơ bản (khoảng 2+1⁄2 quãng tám phía trên nó). Để so sánh, âm bội đầu tiên của dây rung hoặc thanh kim loại cao hơn một quãng tám (hai lần) âm cơ bản, vì vậy khi dây được gảy lên hoặc thanh bị đánh, dao động của nó có xu hướng trộn lẫn tần số âm cơ bản và âm bội. Khi âm thoa được đánh vào, rất ít năng lượng sẽ chuyển sang các chế độ âm bội; chúng cũng tắt đi nhanh hơn tương ứng, để lại sóng hình sin thuần túy ở tần số cơ bản. Việc điều chỉnh các nhạc cụ khác với âm thanh thuần khiết này sẽ dễ dàng hơn.
Một lý do khác để sử dụng hình dạng nĩa là vì nó có thể được giữ ở chân đế mà không cần giảm chấn dao động. Đó là bởi vì chế độ rung động chính của nó là đối xứng, với hai ngạnh luôn chuyển động ngược chiều với nhau, do đó tại đáy nơi hai ngạnh gặp nhau có một nút (điểm không có chuyển động dao động) do đó có thể được xử lý mà không loại bỏ năng lượng khỏi dao động (giảm chấn). Tuy nhiên, vẫn có một chuyển động nhỏ được tạo ra trong tay cầm theo hướng dọc của nó (do đó vuông góc với sự dao động của các ngạnh) có thể được tạo ra bằng âm thanh bằng cách sử dụng bất kỳ loại bảng âm thanh nào. Do đó, bằng cách ấn đế âm thoa vào bảng âm thanh chẳng hạn như hộp gỗ, mặt bàn hoặc cầu của một nhạc cụ, chuyển động nhỏ này nhưng ở mức áp suất âm thanh cao (trở kháng âm thanh rất cao), được chuyển đổi một phần thành âm thanh nghe được trong không khí, bao gồm chuyển động lớn hơn nhiều (vận tốc hạt) ở áp suất tương đối thấp (do đó trở kháng âm thanh thấp). Cao độ của âm thoa cũng có thể được nghe trực tiếp thông qua dẫn truyền xương, bằng cách ấn âm thoa vào xương ngay sau tai hoặc thậm chí bằng cách giữ thân nĩa trong răng, thuận tiện để rảnh cả hai tay.